# Как было найдено «Похищение быка из Куальнге»
Как было найдено «Похищение быка из Куальнге» (др.‑ирл. Fallsigad tána bo Cuailnge) — легенда из ирландского Уладского мифологического цикла. Согласно тексту легенды, некогда передававшаяся в устной традиции легенда «Похищение быка из Куальнге» была утрачена — ни один из сказителей не знал её целиком. Сенхан Торпест, поэт и наставник поэтов, организовал путешествие своих учеников, в том числе своего сына Муиргена и Эмина, внука Нинена, в Галлию, чтобы добыть полный текст. У могилы Фергюса большинство путешественников отправились на ночлег, а Муирген спел камню песнь, после чего пропал в окутавшем его тумане на три дня. В это время ему явился Фергюс, рассказавший легенду целиком.
По другим преданиям, легенду услышал сам Сенхан.
Во всех вариантах указывается на то, что произошедшее случилось в VII веке.